# Бремер, Герхард
Герхард Бремер (нем. Gerhard Bremer; 25 июля 1917, Саарбрюккен — 29 октября 1989, Дения, Испания) — немецкий офицер войск СС, оберштурмбаннфюрер СС, кавалер Рыцарского креста Железного креста с Дубовыми листьями.

## Биография
Герхард Бремер родился 25 июля 1917 года в городе Саарбрюккен. 6 октября 1936 Бремер вступил в СС (служебное удостоверение № 310 405), а 1 мая 1937 в НСДАП (партийный билет № 5 274 225). После окончания юнкерского училища в Бад-Тёльце, 9 ноября 1938 получил звание унтерштурмфюрера СС. С осени 1938 командир 10-го штурма Лейбштандарта СС «Адольф Гитлер».
Принимал участие в Польской, Французской, Балканской кампаниях и боях на Восточном фронте, где командовал 1-й ротой разведывательного батальона СС дивизии СС «Лейбштандарт СС Адольф Гитлер». За отличия в боях под Мариуполем 30 октября 1941 Бремер был награждён Рыцарским крестом Железного креста.
В июне 1943 года Бремер был переведён в состав пребывавшей в стадии формирования новой, 12-й танковой дивизии СС «Гитлерюгенд», где принял командование 3-м батальоном 26-го моторизованного полка СС. В апреле 1944 года он был назначен командиром 12-го разведывательного батальона СС «Гитлерюгенд». В августе 1944 года батальон Бремера был окружён англо-американскими войсками в Фалезском котле. За отличия в боях в Нормандии Герхард Бремер был награждён 30 августа 1944 Немецким крестом в золоте, а 26 ноября 1944 — Дубовыми листьями к Рыцарскому кресту Железного креста.
В 1945 году воевал в Венгрии и Австрии. В мае 1945 взят в плен французскими войсками. После окончания войны осуждён во Франции за военные преступления. В июле 1948 освобождён и уехал в Испанию. Герхард Бремер умер 29 октября 1989 года в испанском городе Дения.

## Чины
- Унтерштурмфюрер СС (9 ноября 1938)
- Оберштурмфюрер СС (1 сентября 1940)
- Гауптштурмфюрер СС (21 июня 1942)
- Штурмбаннфюрер СС (30 января 1944)
- Оберштурмбаннфюрер СС (20 апреля 1945)

## Награды
- Железный крест (1939)
  - 2-й степени (1 октября 1939)
  - 1-й степени (7 июня 1940)
- Медаль «За зимнюю кампанию на Востоке 1941/42»
- Штурмовой пехотный знак в бронзе
- Нагрудный знак «За ближний бой» в серебре
- Немецкий крест в золоте (30 августа 1944) — штурмбаннфюрер СС, командир 12-го разведывательного батальона СС «Гитлерюгенд»
- Рыцарский крест Железного креста с Дубовыми листьями
  - Рыцарский крест (30 октября 1941) — оберштурмфюрер СС, командир 1-й (мотоциклетной) роты разведывательного батальона СС «Лейбштандарт СС Адольф Гитлер»
  - Дубовые листья (№ 668) (26 ноября 1944) — штурмбаннфюрер СС, командир 12-го разведывательного батальона СС «Гитлерюгенд»